# Kasteel Rhijnestein
Rhijnestein is een voormalige ridderhofstad in Cothen in de gemeente Wijk bij Duurstede en wordt zowel een 'huis' als een kasteel genoemd. Oorspronkelijk is sprake van een woontoren die staat aan de rechteroever van de Kromme Rijn op een rechthoekig omgracht terrein.

## Geschiedenis
In 1248 wordt Rhijnestein voor het eerst vermeld in een oorkonde. De meest spraakmakende bewoner uit de geschiedenis van de toren betrok deze in 1368: Jan van Rynestein, ridder en bastaardzoon van de bisschop van Utrecht. Hij trok ten strijde tegen Karel VI van Frankrijk en gijzelde in 1387 twee Franse goudsmeden die hij uit Henegouwen meenam, in Cothen gevangen hield en waarvoor hij losgeld incasseerde. In 1395 trok hij op tegen bisschop Frederik van Blankenheim. Een jaar later was hij ook in een oorlog verwikkeld met Hendrik II van Vianen, burggraaf van Utrecht. En Jan van Rhijnestein plunderde met zijn manschappen 't Goy in 1396. Als reactie op deze gebeurtenissen belegerde Hendrik van Vianen in opdracht van Frederik van Blankenheim het kasteel in 1396 drie dagen lang. Rhijnestein werd zwaar beschadigd, naar verluidt op de woontoren en de voorburcht na. Daarbij werd naar verluidt 300 man gevangengenomen.

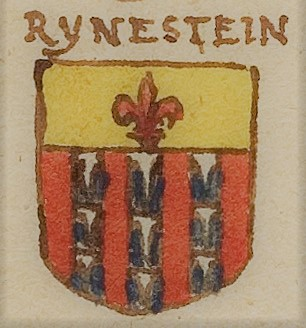
Wapen Rynestein, uit: Inscriptiones van Arnoldus Buchelius 1565-1641

Het huis gaat in 1515 over in vrouwelijke lijn op Johanna van Nyewael. Haar leen wordt in 1529 door Karel V bevestigd. Toen echter in 1536 de lijst met ridderhofsteden werd opgesteld, was er al enige tijd geen heer van Rhijnestein meer vertegenwoordigd in de Ridderschap van Utrecht. Dit is vermoedelijk de reden waarom Rhijnestein sinds de vaststelling van deze lijst niet meer kwalificeerde voor een zetel in de ridderschap.

## Bouwhistorie
De vermelding van de naam Rhijnestein in 1248 maakt aannemelijk dat zich in dat jaar al een stenen gebouw aan de Kromme Rijn bevond. Rhijnestein kent een verleden waarin delen van het complex verscheidene malen werden neergehaald, weer opgetrokken en verbouwd.
De oude, aan de Kromme Rijn gelegen, woontoren is nog grotendeels origineel en stamt volgens de historische bronnen in elk geval van voor 1361. Tijdens 
een recente restauratie boven in de toren heeft dr. T. Hermans het gebruikte type kloostermop en daarmee de bouwperiode echter in de eerste helft van de 13e eeuw gedateerd. Bij deze restauratie werden ook twee dichtgemetselde overhoekse schietgaten ontdekt. De kelder met tongewelf onder in de toren is uit dezelfde vroege periode. Van het grotendeels 14e-eeuwse poortgebouw mag worden aangenomen dat de oudste delen in dezelfde tijd als de toren zijn gebouwd.
In de tweede helft van de 19e eeuw vond een symmetrische uitbouw plaats met een middendeel en een tweede, neogotische, toren.
De tuin in Engelse landschapsstijl kreeg haar huidige vorm aan het einde van de 19e en begin 20ste eeuw. Vanuit het huis zijn, met uitzondering van de westelijke, in drie windrichtingen zichtassen aangelegd.

## Bewoners van Rhijnestein
Tot 1795 golden oude heerlijke rechten op Rhijnestein, zoals het visrecht, het recht van duivenvlucht en het recht van zwanendrift. Deze heerlijke rechten leefden na het ancien régime voort in het voeren van de titel 'heer' of 'vrouwe' van Rhijnestein. Van 1803 tot 2022 werd het huis bezeten/bewoond door telgen uit het geslacht Calkoen.
Prof. dr. Jan Frederik van Beeck Calkoen (1772-1811), hoogleraar; trouwde in 1803 met Isabella van Westrenen, vrouwe van Rijnesteyn (1778-1846) waardoor Kasteel Rhijnestein in de familie Calkoen kwam
- Mr. Willem Jabes van Beeck Calkoen, heer van Rhijnestein (1806-1895), hoogheemraad en heemraad, bewoner van huis Steenisweerd te Cothen
  - Willem Aarnoud van Beeck Calkoen, heer van Rhijnestein (1846-1925), bestuurder en burgemeester van Cothen en Langbroek, lid van Provinciale Staten van Utrecht, bewoner van Kasteel Rhijnestein
    - Wilhelmus Frederik van Beeck Calkoen (1880-1960), burgemeester van Cothen en Langbroek, bewoner van Kasteel Rhijnestein
      - Ir. Sara Johanna van Beeck Calkoen (1929-2022), bewoner van Kasteel Rhijnestein
      - Françoise Elizabeth van Beeck Calkoen (1931-2016), bewoner van Kasteel Rhijnestein

## Reeks woontorens
Rhijnestein vormt met Walenburg, Sandenburg, Lunenburg, Hindersteyn, Weerdestein, Sterkenburg en de Natewisch, mogelijk een soort middeleeuws verdedigingssysteem aan de noordzijde van de Rijn. Rhijnestein neemt hierin een aparte positie in: het is het meest westelijk gelegen gebouw en stond op een stroomrug tussen twee armen van de Kromme Rijn (de Voor- en de Achter-Rijn). De andere (uitgebouwde) woontorens, behalve de Natewisch die in de uiterwaard aan de Neder-Rijn staat, bevinden zich langs de Langbroekerwetering op destijds voor ontginning uitgegeven langgerekte percelen. Een dergelijk ontginningspatroon kent Rhijnestein niet.
Kasteel Ter Aa (Breukelen) ·
Aastein ·
Slot Abcoude ·
Amaliastein ·
Nieuw-Amelisweerd ·
Oud-Amelisweerd ·
Kasteel Amerongen ·
Kasteel Batestein (Harmelen) ·
Kasteel Batestein (Vianen) · 
De Beest ·
Bergestein ·
Beverweerd ·
Blasenburg ·
Blikkenburg ·
Blommesteyn ·
Bolenstein ·
Bolsweerd ·
Bottestein ·
Kasteel Broekhuizen ·
Bruinenburg ·
Huis Cammingha ·
Clarenborg ·
Coelhorst ·
De Batau ·
Dompselaer ·
Huis Doorn ·
Drakenburg (kasteel) ·
Drakensteyn ·
Kasteel Duurstede ·
Huis Ter Eem ·
Eijkelenburg ·
Emmickhuizen ·
Den Engh ·
Essenstein ·
Everstein (Everdingen) ·
Everstein (Jutphaas) ·
Den Eyck ·
Galesloot ·
Kasteel Geerestein ·
Gildenborgh ·
Kasteel Ten Goye ·
Grauwert ·
Grijpestein ·
Groenestein (Langbroek) ·
Kasteel Groeneveld (Baarn) ·
Groenewoude (Woudenberg) ·
Gunterstein ·
Kasteel de Haar ·
Kasteel Hagestein ·
Hamtoren ·
Kasteel Hardenbroek ·
Huis Harmelen ·
Ridderhofstad Heemstede ·
Kasteel Heemstede ·
Heimenberg ·
Heimerstein ·
Huis Herlaar ·
Ter Heul ·
Heulestein ·
Hindersteyn ·
Kasteel Ter Horst (Achterberg) ·
Isselt ·
Kasteel IJsselstein ·
Jagenstein ·
Kersbergen ·
Killestein ·
Kronenburg (kasteel) ·
Kasteel Levendaal ·
Lichtenberg (Woudenberg) ·
Lievendaal (Amerongen) ·
Landgoed Linschoten ·
Kasteel Linschoten ·
Lockhorst ·
Kasteel Loenersloot ·
Kasteel Lunenburg ·
Huis Maarsbergen ·
Marckenburg ·
Ter Meer ·
Ter Mey (Haarzuilens) ·
Huis te Mijdrecht ·
Huis te Mijnden ·
Kasteel Moersbergen ·
Kasteel Montfoort ·
Natewisch ·
Te Nesse ·
Kasteel Nijenrode ·
Nijenstein ·
Nijeveld ·
Noordwijk (Langbroek) ·
Huis te Oosterwijk ·
Oostwaard (Utrecht) ·
Op de Bol ·
Oud-Broekhuizen ·
Ridderhofstad Oudaan ·
Huis Oudegein ·
Oudenhorst ·
Plettenburg (kasteel) ·
Huis De Polle ·
Prattenburg ·
Kasteel Putkop ·
Randenbroek (park) ·
Remmerstein ·
Kasteel Renswoude ·
Rhijnauwen ·
Kasteel Rhijnestein ·
Huis Riebeek ·
Kasteel Rijnenburg ·
Rijnestein ·
Rijneveld ·
Kasteel Rijnhuizen ·
Rijningen ·
Huis Rijnsweerd ·
Rijpickerwaard · 
Kasteel Rijsenburg ·
De Roetert ·
Rumelaar ·
Kasteel Ruwiel ·
Royestein ·
Kasteel Sandenburg ·
Kasteel Schalkwijk ·
Kasteel Schonauwen ·
Schurenburg ·
Snaafburg ·
Snellenburg ·
Paleis Soestdijk ·
Steenhuis (Lopik) ·
Kasteel Sterkenburg ·
Stormerdijk ·
Landgoed Stoutenburg ·
Ten Massche ·
Valkenburg (Rhenen) ·
Huis te Velde ·
Kasteel Veldenstein ·
Hofstede te Vliet ·
Huis te Vleuten ·
Huis te Vliet (Lopik) ·
Huis te Vliet (Oudewater) ·
Vogelpoel ·
Huis te Voorn ·
Vredelant ·
Vronestein ·
Vuijlcop ·
Kasteel Walenburg ·
Wayenstein (Amerongen) ·
Kasteel Weerdenburg ·
Weerdesteyn ·
Weerestein ·
Hof ter Weyde ·
Wickenburgh ·
Wijnestein ·
Wiltenburg (Utrecht) ·
Kasteel van Woerden ·
Huis Woudenberg ·
Huis te Woudenberg (I) ·
Huis te Woudenberg (II) ·
Wulven ·
Kasteel Oud-Wulven ·
Wulvenhorst ·
Slot Zeist ·
Kasteel Zuilenburg ·
Zuileveld ·
Slot Zuylen ·
Huis Zuylenstein